# لندن في الحرب العالمية الثانية

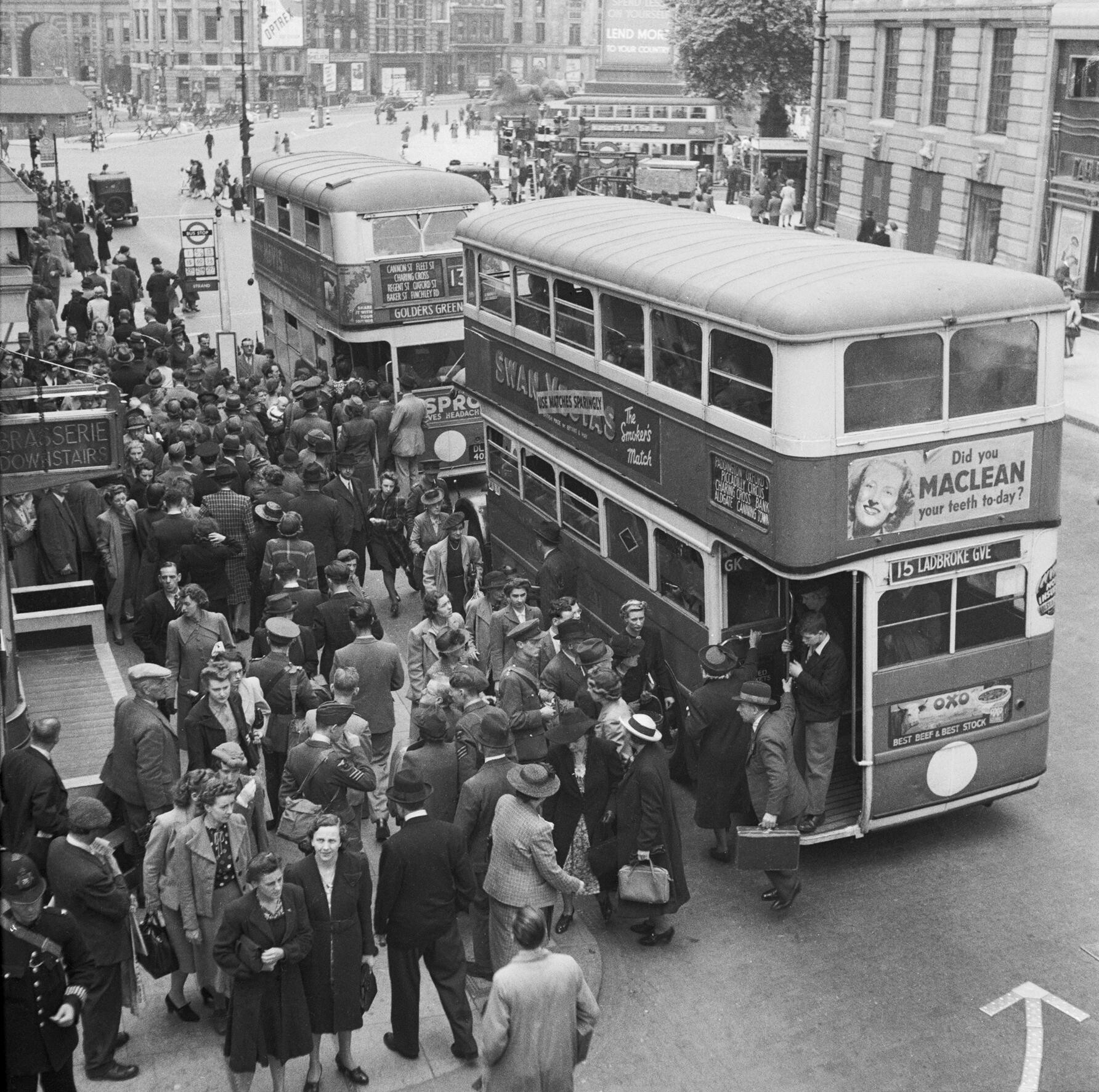
لندن في عام 1942

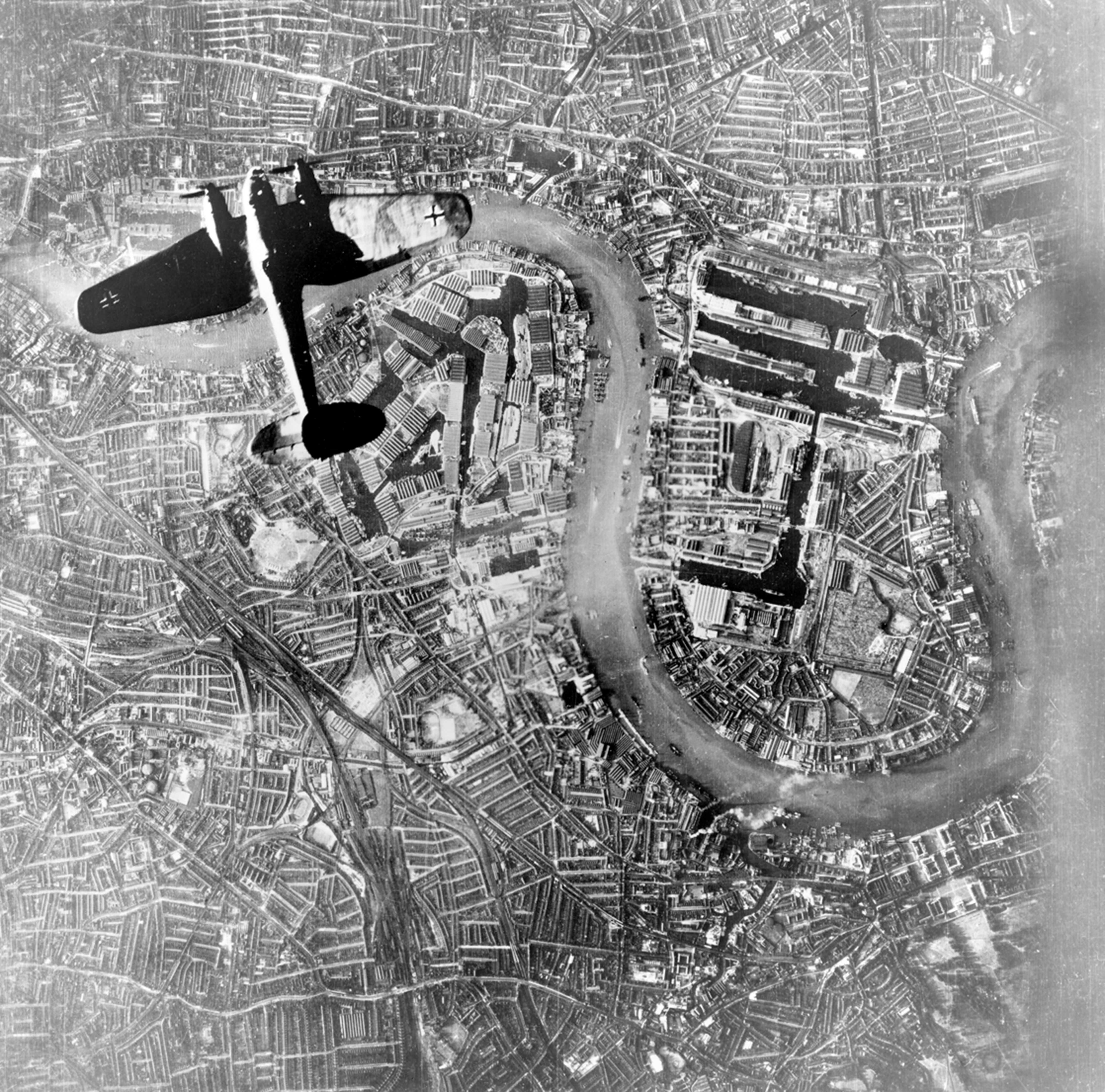
هنيكل إتش إي 111- قاذفة القنابل الحربية فوق منطقة ساري التجارية في جنوب لندن وWapping وجزيرة الكلاب في 7 سبتمبر 1940

كعاصمة وطنية، وإلى حد بعيد أكبر مدينة، كانت لندن مركزًا في المجهود الحربي البريطاني. كانت الهدف المفضل لدى للوفتفافه (القوات الجوية الألمانية) في عام 1940، وفي 1944-1945 كان الهدف من هجمات صاروخ في-1 وصواريخ في-2.

## الغارة
في 1940 ومرة أخرى في 1944-1945، عانت لندن من أضرار جسيمة، حيث تعرضت للقصف على نطاق واسع من قبل لوفتفافه كجزء من قصف لندن، قبل القصف تم إجلاء مئات الآلاف من الأطفال في لندن إلى الريف لتجنب القصف. لجأ المدنيون من الغارات الجوية في محطات المترو.

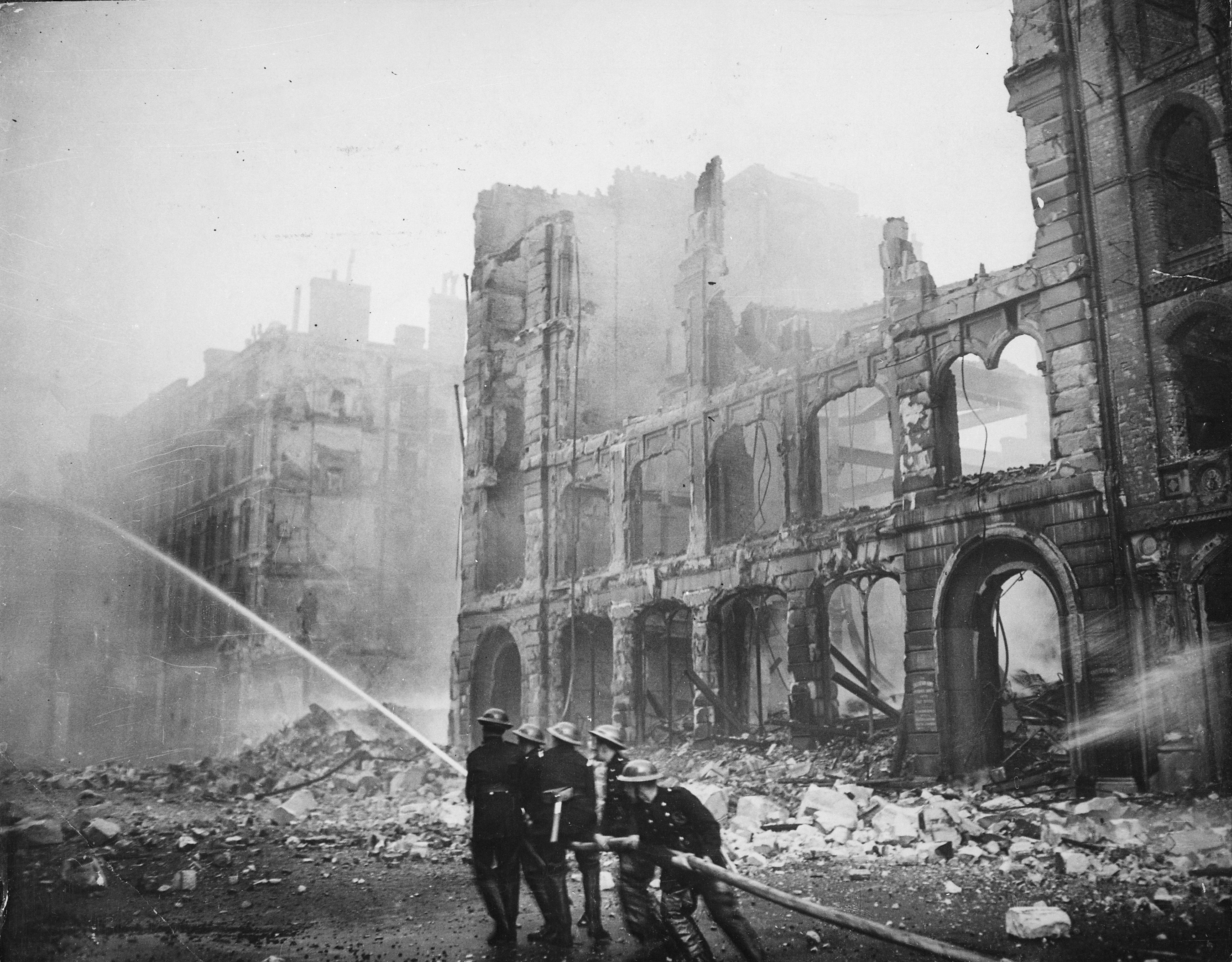
رجال الاطفاء يخمدون النيران في موقع قنبلة خلال الهجوم

وقع أعنف قصف بين 7 سبتمبر 1940 و10 مايو 1941. خلال هذه الفترة، تعرضت لندن لـ 71 غارة منفصلة، حيث تلقت أكثر من 18000 طن من المواد شديدة الانفجار. تبع القصف الأقل كثافة خلال السنوات القليلة التالية حيث ركز أدولف هتلر على الجبهة الشرقية.
عانت لندن من أضرار جسيمة وخسائر فادحة، وكان الجزء الأكثر تضرراً هو منطقة دوكلاندز. بحلول نهاية الحرب، قُتل ما لا يقل عن 30000 من سكان لندن بسبب القصف، وأصيب أكثر من 50000 شخص بجروح خطيرة،  دمر عشرات الآلاف من المباني، وتشرد مئات الآلاف من الناس.

## هجمات V-1 وV-2
وقرب نهاية الحرب، تعرضت لندن خلال 1944/1945 لهجوم شديد من جديد بصواريخ في-1 وفي-2 بدون طيار، والتي تم إطلاقها من أوروبا النازية المحتلة.
تم إطلاق أول طائرة في-1 في لندن في 13 يونيو 1944،  انتهت الهجمات عندما تم الاستيلاء على مواقع الإطلاق في أكتوبر. تم إطلاق حوالي 10000 على إنجلترا. وصل 2419 إلى لندن، مما أسفر عن مقتل حوالي 6184 شخصًا وجرح 17981 شخصًا.
بدأت هجمات في-2 في 8 سبتمبر 1944، مما أسفر عن مقتل 2,754 مدنياً في لندن مع إصابة 6523 آخرين.

## الاحتياطات
أرسلت المتاحف والمكتبات مواد مهمة للسلامة في الريف. تم تطهير المباني التاريخية بالرمل وكان بها أطقم خاصة لمنع الحرائق.

## إخلاء

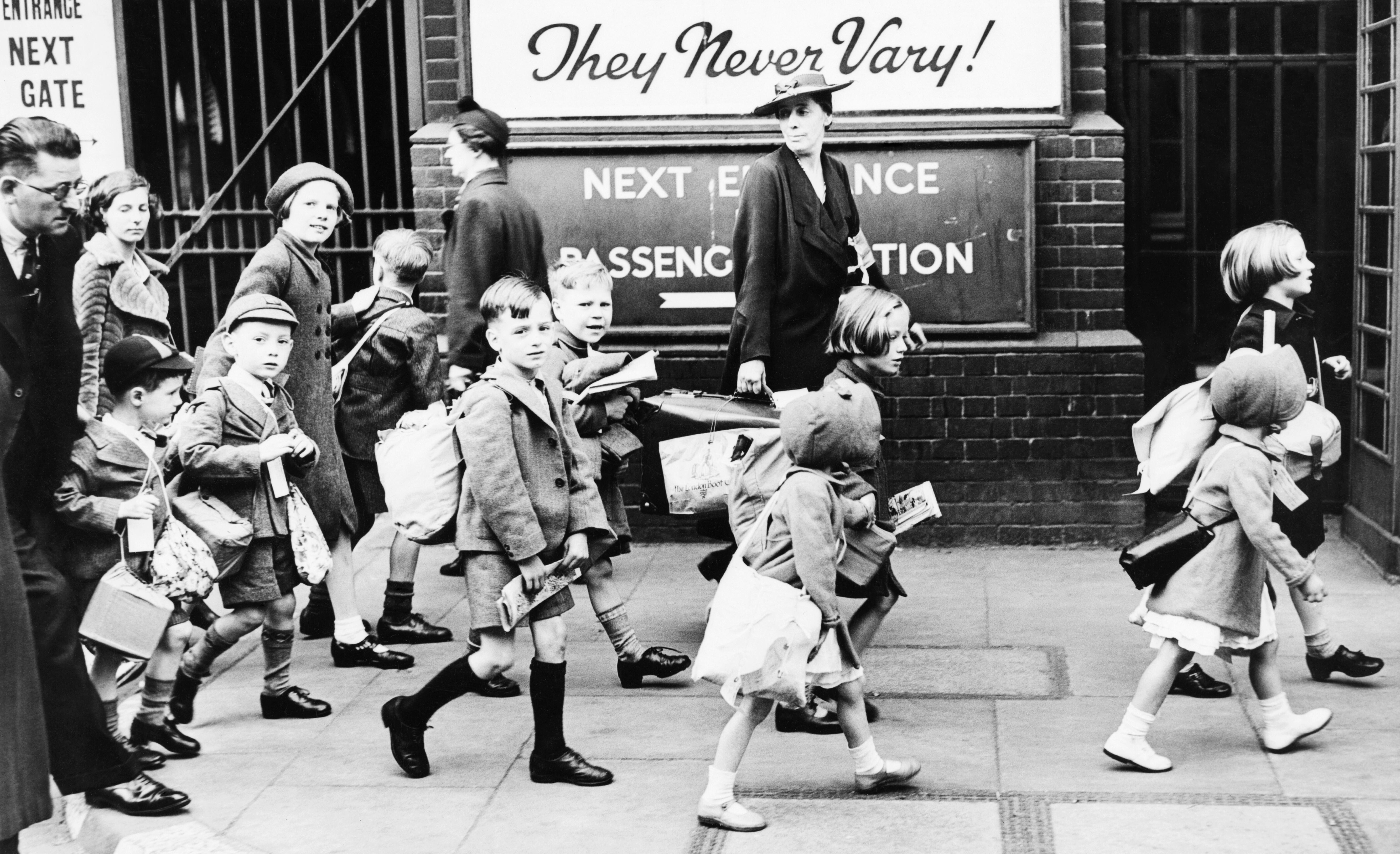
أطفال المدارس في لندن متجهين غرب إنجلترا

قبل يومين من إعلان الحرب على ألمانيا في سبتمبر عام 1939، وضعت الحكومة الوطنية خطط الإخلاء التي تم وضعها مؤخرًا والتي تهدف إلى نقل معظم تلاميذ المدارس، بالإضافة إلى المعلمين ومقدمي الرعاية، إلى مدن آمنة ومناطق ريفية. لم يكن هناك قصف في عام 1939، وسرعان ما عاد معظم الذين تم إجلاؤهم. ضغط مجلس مقاطعة لندن، الحكومة المحلية المسؤولة، بشدة من أجل الإخلاء في مواجهة شكوك الحكومة المركزية.

## خوف

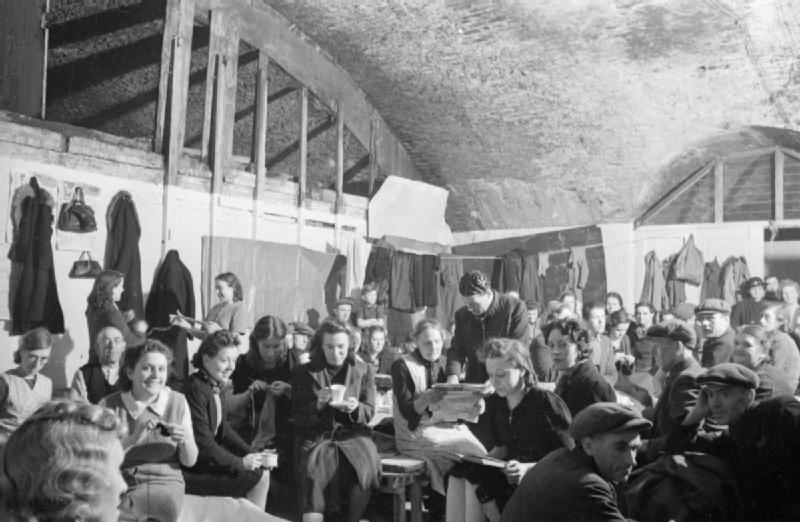
ملجأ الغارات الجوية في لندن، 1940

يفسر المؤرخ آمي بيل (2009) اليوميات الخاصة وملاحظات علماء النفس والخيال الذي كتبه سكان لندن خلال الحرب «للكشف عن المناظر الطبيعية الخفية للخوف في مدينة في حالة حرب». كانوا يخشون فقدان الممتلكات، وفقدان منازلهم، وتدمير الكنائس، والإصابة والموت. رأى الكثيرون في لندن «محتملًا في قلب الإمبراطورية البريطانية»، حيث كانت الحضارة البريطانية معرضة بدرجة كبيرة للضعف الداخلي الناجم عن «عدو داخلي»، على وجه التحديد، الجبن بين أولئك الذين ظلوا في لندن أثناء الحرب. كان يُعتقد أن الطبقات العاملة واليهود والأطفال عرضة بشكل خاص لهذا النوع من الانحطاط.